# Joshua Tomaic
Joshua Tomaic, (Lanzarote, provincia de Las Palmas; 20 de abril de 1998) es un jugador de baloncesto español. Con 2.06 metros de estatura, juega en la posición de ala-pívot. Actualmente forma parte de la plantilla de CB Sant Antoni de la LEB Plata.

## Trayectoria
Es un ala-pívot canario formado en la Canarias Basketball Academy e integrante de selecciones nacionales, en 2017 dejó España para ingresar en la Universidad de Maryland, donde jugaría durante tres temporadas con los Maryland Terrapins, desde 2017 a 2020. 
En 2020, se incorporó a la Universidad Estatal de San Diego, donde jugaría durante dos temporadas la NCAA con los San Diego State Aztecs, donde la temporada 2021-22 promedió 2,9 puntos y 2 rebotes en los 12 minutos de media por partido.
El 28 de julio de 2022, el jugador firma por el Hestia Menorca de la Liga LEB Plata.
El 12 de diciembre de 2023, tras la llegada de Oliver Stević al club balear, rescinde su contrato con el Hestia Menorca de la Liga LEB Oro  y firma por el  CB Sant Antoni de la LEB Plata.